# Brian Regan
Brian Regan (Miami, 2 oktober 1957) is een Amerikaanse stand-upcomedian.

## Biografie
Brian Regan werd geboren in Miami (Florida) en groeide op in Westchester (Florida). Hij is van Ierse afkomst en heeft in totaal zeven broers en zussen. Hij studeerde aan Heidelberg College in Ohio en was van plan om een boekhouder te worden. Op aanraden van zijn toenmalige footballcoach ontwikkelde hij een interesse in theater en communicatie. In 1980, tijdens zijn laatste semester, stopte hij met school en begon hij aan een carrière als stand-upcomedian. Ook zijn broer, Dennis Regan, is een komiek.

## Shows en stijl
In 1997 bracht Regan met Brian Regan Live zijn eerste cd uit. In 2004 bracht hij op eigen houtje een dvd op de markt van zijn show I Walked on the Moon, die hij in The Improv in Irvine had opgevoerd. Enkele jaren later werkte hij met Comedy Central samen aan de shows Standing Up, The Epitome of Hyperbole en Brian Regan: Live from Radio City Music Hall.
Regan is al sinds de jaren 1980 actief als komiek. Hij verwierf, in tegenstelling tot generatiegenoten als Jerry Seinfeld, Roseanne Barr, Ellen DeGeneres en Paul Reiser, nooit grote bekendheid door een hoofdrol te vertolken in een sitcom of komische film. Wel mocht hij meer dan 25 keer optreden in de Late Show with David Letterman (1993–2015).
Regans stijl kan het best omschreven worden als observatiehumor. Hij maakt veelal grappen over alledaagse dingen. In de meeste van zijn grappen spot hij met zijn eigen domheid of die van anderen. Hij maakt ook regelmatig gebruik van grappige stemverheffingen en gelaatsexpressies.
Regan wordt omschreven als een clean comic, wat wil zeggen dat hij in zijn act zelden of nooit scheldwoorden gebruikt of vloekt. Hoewel hij geen televisie- of filmberoemdheid is, weet Regan met zijn humor al enkele decennia grote schouwburgen en comedyclubs te vullen. Om die reden wordt hij door veel van zijn collega's bewonderd en wordt hij ook weleens een comic's comic genoemd.

## Discografie
- 1997: Brian Regan: Live (cd)
- 2004: I Walked on the Moon (dvd/mp3)
- 2007: Standing Up (dvd)
- 2008: The Epitome of Hyperbole (dvd)
- 2010: All by Myself (cd/mp3)
- 2015: Live From Radio City Music Hall (dvd/cd/MP3)